# Cremastosperma antioquense
Cremastosperma antioquense är en kirimojaväxtart som beskrevs av Pirie. Cremastosperma antioquense ingår i släktet Cremastosperma, och familjen kirimojaväxter. Inga underarter finns listade i Catalogue of Life.